# ルネ・ジャン＝デュピュイ
ルネ＝ジャン・デュピュイ (René-Jean Dupuy、1918年2月7日 - 1997年7月17日)は、 フランスの国際法学者。万国国際法学会メンバー、元ハーグ国際法アカデミー事務総長。 

## 略歴
1918年にチュニジアの首都チュニスで生まれ、1942年までアルジェで法学を学ぶ。1948年にパリ大学で法学の博士号を授与され、1950年に法学の教授資格(アグレガシオン)を取得する。第一次インドシナ戦争後、アルジェ大学、エクス=マルセイユ大学で法学を教授し、1968年にニースに平和発展法研究所を創設する。 その後、ハーグ国際法アカデミーで事務総長、ソルボンヌ法科大学院教授を務め、1979年にコレージュ・ド・フランス、1992年にフランス学士院の倫理・政治学アカデミーにノミネートされた。 
「伝統的な実定国際法」と「革命的な開発の国際法」を対置させ、「ソフトロー」を新しい法源として後者に割り振る論理構造を提示している。また「国際共同体」とは「国際社会」と「人類」の弁証法(la dialectique)であると主張している。

## 賞勲
- 名誉博士号 - ポーランドのヤギェウォ大学(1983)[2]。
- 哲学大賞 - アカデミー・フランセーズ 《La clôture du système international: La cité terrestre》

## 出版
- Le nouveau panaméricanisme, l'évolution du système inter-américain vers le fédéralisme, 1956
- Le droit international, 1963
- Politique de Nietzsche, 1969
- L'océan partagé : analyse d'une négociation, 38e Conférence des nations sur le droit de la mer, 1979
- Communauté internationale et disparités de développement : cours général de droit international public, 1981
- Traité du nouveau droit de la mer, en collaboration, 1985
- La communauté internationale entre le mythe et l'histoire, 1986
- La clôture du système international : la cité terrestre, 1989
- Dialectiques du droit international : souveraineté des États, communauté internationale et droits de l'humanité, 1999